# Nicholas Paul
Nicholas Paul (ur. 23 września 1998 w Gasparillo) – trynidadzki kolarz torowy, srebrny medalista mistrzostw świata.

## Kariera
Pierwszy medal w karierze zdobył w 2014 roku, kiedy zajął drugie miejsce w indywidualnej jeździe na czas juniorów na szosowych mistrzostwach kraju. Na rozgrywanych dwa lata później mistrzostwach panamerykańskich w Couvie zwyciężył w sprincie, a w keirinie i sprincie drużynowym był drugi. W 2019 roku wystąpił na igrzyskach panamerykańskich w Limie, gdzie zwyciężył w sprincie i sprincie drużynowym. Wynik ten powtórzył podczas mistrzostw panamerykańskich w Cochabambie w tym samym roku. Na mistrzostwach świata w Roubaix w 2021 roku wywalczył srebrny medal w wyścigu na 1 km. W zawodach tych rozdzielił Jeffreya Hooglanda z Holandii i Niemca Joachima Eilersa. Ponadto zdobył trzy medale na igrzyskach Wspólnoty Narodów w Birmingham w 2022 roku: złoty w keirinie, srebrny w sprincie i brązowy w wyścigu na 1 km.
Startował na igrzyskach olimpijskich w Tokio, gdzie zajął szóste miejsce w sprincie i dwunaste w keirinie.